# Chae Yeon
Lee Chae-Yeon (coreano: 이채연, nascida em 10 de dezembro de 1978), é uma cantora pop sul-coreana, tornou-se famosa por seu hit "Two of Us" (coreano: 둘이서) em 2004.